# Golfinho Tião
Golfinho Tião foi o nome recebido por um golfinho Flipper(Tursiops truncatus), acusado de atacar a matar banhistas na cidade de Caraguatatuba, litoral norte de São Paulo, em 1994.
O golfinho teria reagido a agressões de alguns turistas, que tentaram agarrar as suas nadadeiras e também introduzir palitos nas suas narinas. Entre 27 a 29 pessoas foram feridas. No dia 9 de dezembro de 1994, o golfinho faria uma vítima fatal: o banhista João Paulo Moreira, de 30 anos, natural de Espírito Santo do Pinhal, sofreu hemorragia interna após ser atingido pela cauda do animal na cabeça e tórax. O animal tinha 2,60 metros de comprimento, pesava 200 quilos, era macho e da cor cinza. Sua idade variava de 15 a 18 anos.
Comerciantes e empresários criaram uma comissão para defender Tião, já que o prefeito Sidney Trombini queria a transferência do golfinho. O IBAMA por sua vez se manifestou em favor do animal.